# Otto Strandman
Artikeln behandlar den svenske skulptören Otto Strandman. För den estniske politikern, se Otto August Strandman.
Otto Waldemar Strandman, född den 26 december 1871 i Göteborg, död den 26 juli 1960 i Hedvig Eleonora församling i Stockholm, var en svensk skulptör.

## Liv och verk
Otto Strandman fick sin utbildning vid Slöjdföreningens skola i Göteborg och Konstakademien i Stockholm 1891–1895, samt därefter i Tyskland, Italien och Paris 1899. Han vann kungamedaljen 1895. År 1907 arbetade han som extra lärare vid Tekniska högskolan i Stockholm och 1915 blev han medlem av Konstakademien. 
Mest blev han känd som en skicklig skulptör. Han gjorde porträttbyster som drottning Josefina (1906) och till Oscar I:s minne. Han skapade reliefer, samt många småskulpturer och konstindustriella föremål som elektriska lampor, handspeglar, bägare och smycken i ädla metaller. Han har även målat i olja och akvarell, porträtt, djurstudier, landskap och blomsterstilleben.
År 1914 visade han i Stockholm sina samtliga skulpturer, målningar och teckningar. Hans byst över Gustav II Adolf i Umeå avtäcktes av kronprins Gustaf Adolf 1924.
Strandman är representerad på ett flertal museer bland annat i Trelleborgs museum, Norrköpings konstmuseum och Västerås konstmuseum, samt i Kungliga biblioteket och i Nationalmuseum i Stockholm. Han är begravd på Norra begravningsplatsen utanför Stockholm.

## Offentlig konst i urval
- Gustav II Adolfs relief på kapellet i Lützen
- Vesslan, brons, 1912,  Kungsholmstorg i Stockholm
- Konstkritik framför Malmö stadsbibliotek
- Byst över Gustav II Adolf i Umeå, 1924
- Krucifix i snidad ek i Umeå landsförsamlings kyrka, 1910
- Diana med hind, brons, 1944, Pokalvägen 3 på Reimersholme i Stockholm
- Gustav II Adolfs staty i Tartu (1928), Estland, 1928 (förstörd av sovjetiska ockupationsmakten 1950)

## Fotogalleri

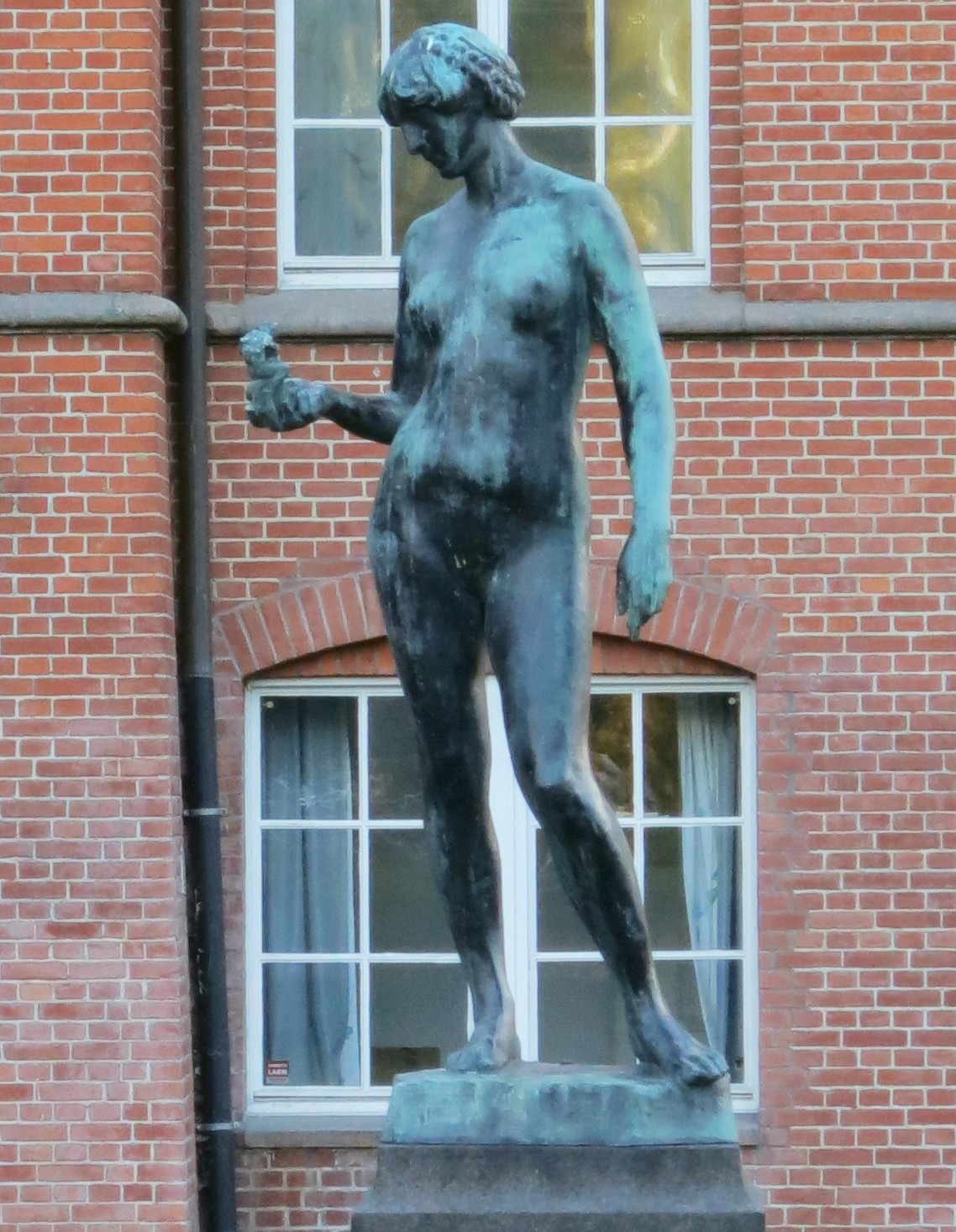
Konstkritik i Malmö.
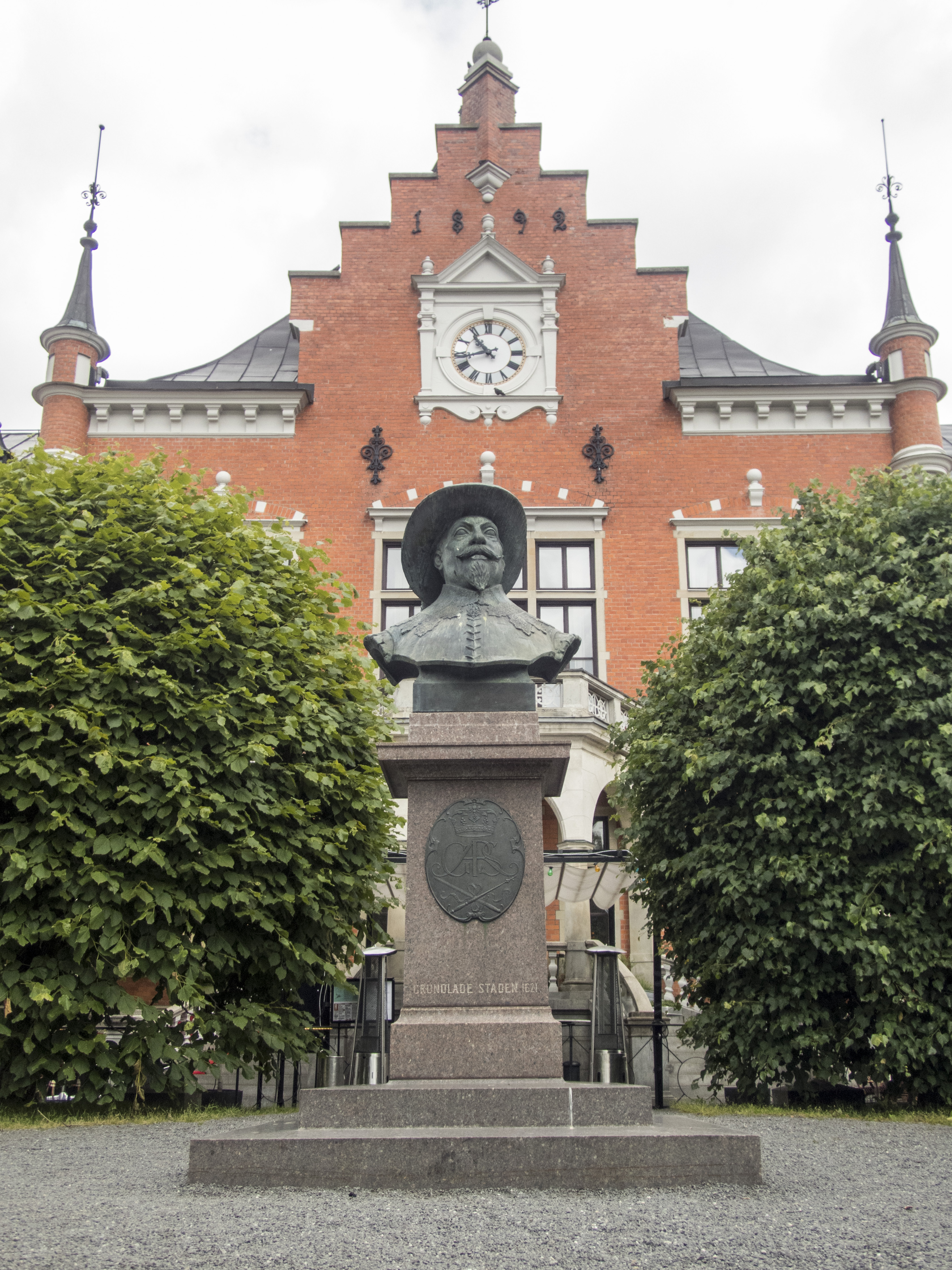
Byst över Gustav II Adolf i Umeå, avtäckt 1924
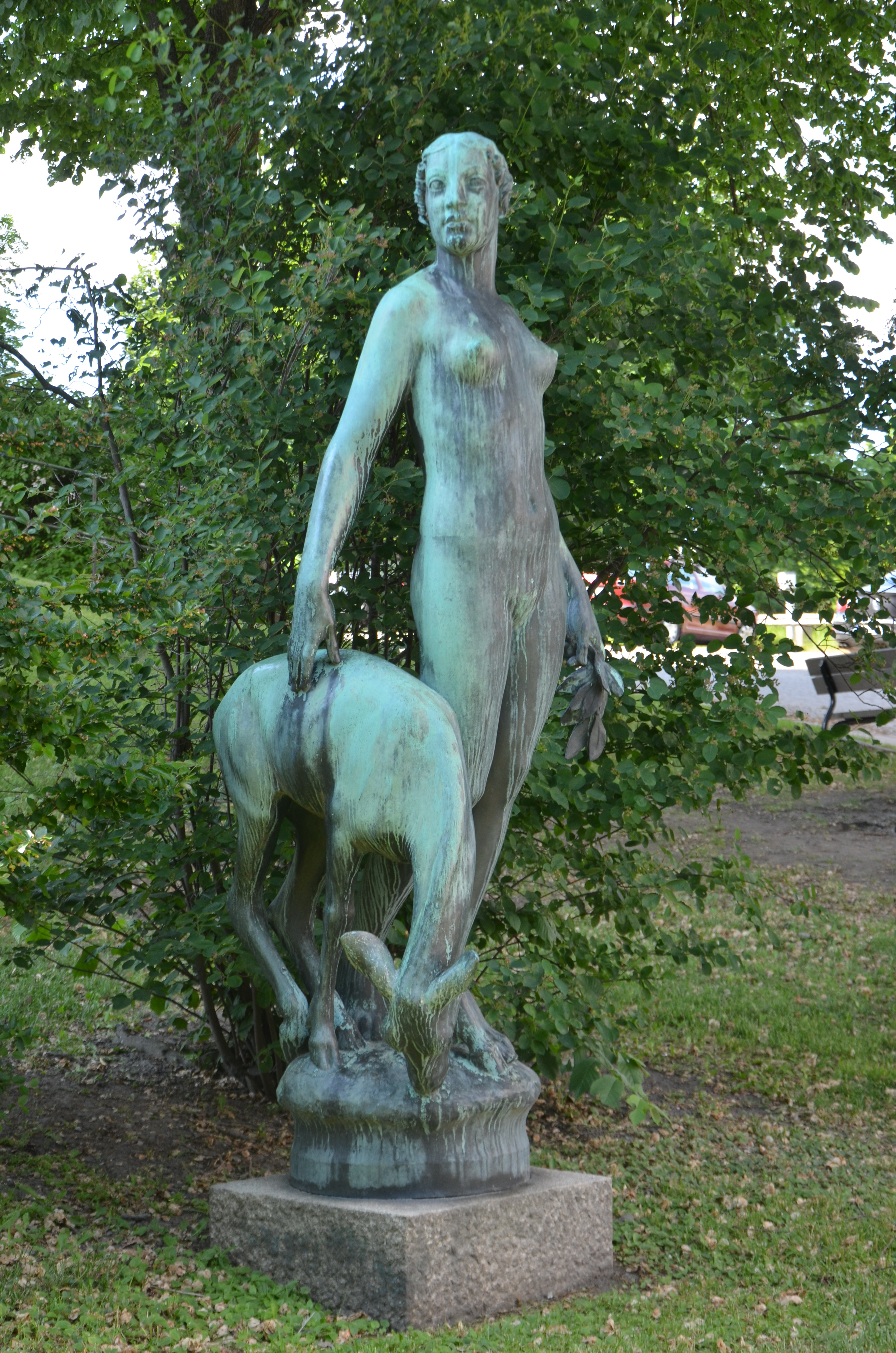
Diana med hind på Reimersholme i Stockholm
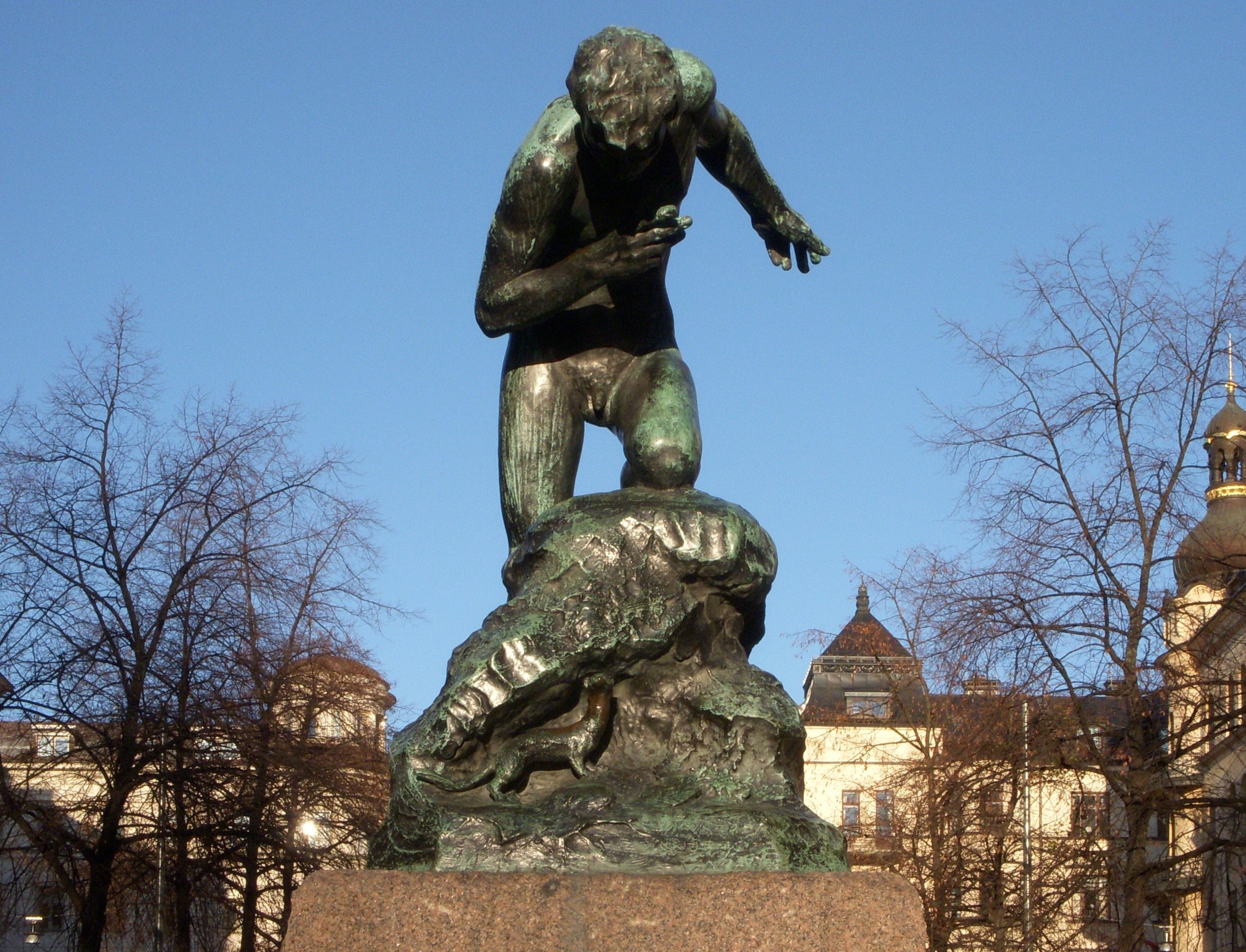
Vesslan på Kungsholmstorg i Stockholm
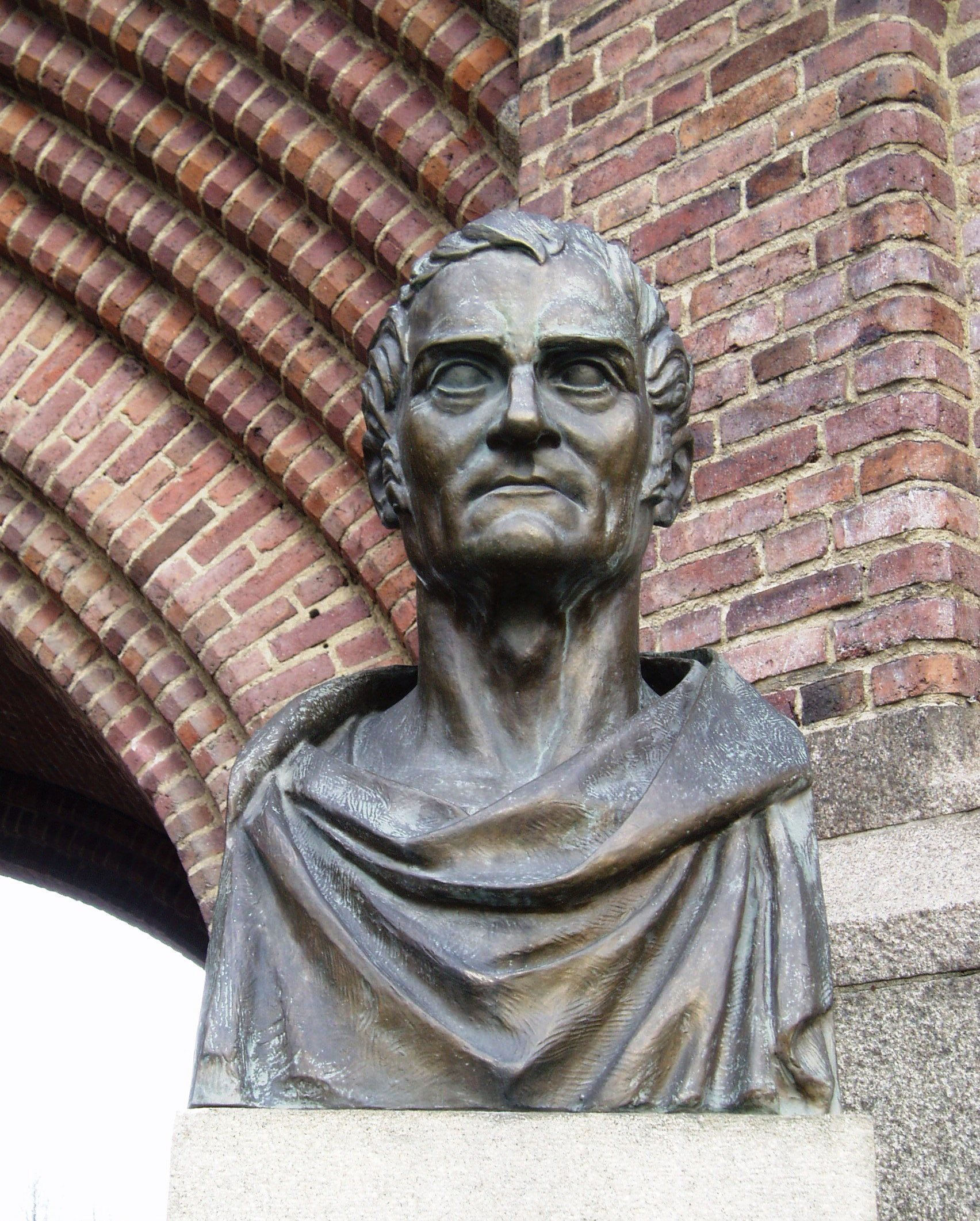
Byst över Per Henrik Ling, vid Stockholm stadion